# Воля-Корибутова-Перша
Воля-Корибутова-Перша (пол. Wola Korybutowa Pierwsza) — село в Польщі, у гміні Селище Холмського повіту Люблінського воєводства. Населення — 722 особи (2011).

## Історія
За даними етнографічної експедиції 1869—1870 років під керівництвом Павла Чубинського, у селі здебільшого проживали українськомовні греко-католики, меншою мірою — польськомовні римо-католики.
У 1975—1998 роках село належало до Холмського воєводства.

## Демографія
Демографічна структура станом на 31 березня 2011 року:
|          | Загалом | Допрацездатний вік | Працездатний вік | Постпрацездатний вік |
| -------- | ------- | ------------------ | ---------------- | -------------------- |
| Чоловіки | 358     | 74                 | 247              | 37                   |
| Жінки    | 364     | 64                 | 204              | 96                   |
| Разом    | 722     | 138                | 451              | 133                  |